# Lista de municípios de Anzoátegui
Esta é uma lista dos 21 municípios do estado de Anzoátegui, Venezuela.

## Municípios
1. Anaco
2. Aragua
3. Diego Bautista Urbaneja
4. Fernando de Peñalver
5. Francisco del Carmen Carvajal
6. Francisco de Miranda
7. Guanta
8. Independencia
9. José Gregorio Monagas
10. Juan Antonio Sotillo
11. Juan Manuel Cajigal
12. Libertad
13. Manuel Ezequiel Bruzual
14. Pedro María Freites
15. Píritu
16. San José de Guanipa
17. San Juan de Capistrano
18. Santa Ana
19. Simón Bolívar
20. Simón Rodríguez
21. Sir Artur McGregor